# Pedro Bento & Zé da Estrada
Pedro Bento & Zé da Estrada, nomes artísticos de Joel Antunes Leme (Porto Feliz, 8 de junho de 1934 — São Caetano do Sul, 3 de janeiro de 2019) e Waldomiro de Oliveira (Botucatu, 22 de setembro de 1929 — São José do Rio Preto, 5 de junho de 2017) respectivamente, foi uma dupla sertaneja formada em 1954, gravando seu primeiro álbum no ano de 1959, pela Continental, no qual interpretaram a folia-de-reis "Santo reis".

## Carreira
Joel, nascido em Porto Feliz, em 8 de junho de 1934, e Waldomiro de Oliveira, nascido em 22 de setembro de 1929 na cidade de Botucatu, são veteranos da música sertaneja que, com seus chapéus de mariachis e instrumentos típicos do estilo mexicano, brotaram com força no interior paulista na década de 1950.
Com uma vantagem em relação às demais dupla da época, com muita altivez, inovaram ao importar as rancheiras que fizeram sucesso na América central: as roupas e os acessórios típicos passaram a fazer parte do cenário do palco a partir de 1963, e assim ganharam o título de "os amantes da rancheira".
Ainda em 1959 emplacaram seu primeiro sucesso, "Seresteiro da Lua". A princípio, eles cantavam música caipira de raiz, mas em meados dos anos 60 preferiram levar adiante as já então muito comuns influências da música mexicana, enfatizando ainda mais os chapelões, trompetes e cu-curu-cu-cus. A mistura deu certo. E assim, o sucesso de Pedro Bento e Zé da Estrada perdura até hoje, sendo uma dupla pioneira e de grande sucesso no mundo sertanejo.  
No histórico, feito pelo departamento de jornalismo da RCA, para o relançamento de antigos sucesso da dupla na série Luar do Sertão, Zé da Estrada é apontado acima como filho de Botucatu, mas na realidade ele nasceu em Pratânia, SP, onde inclusive o prefeito Roque Joner criou o Museu Pedro Bento e Zé da Estrada, homenageando a dupla e também outra famosa dupla da região, que é Tonico e Tinoco, que receberam uma sala só para eles. No museu se encontra também o livro Saudade de Minha Terra, em homenagem a Belmonte, de acordo com o site gentedanossaterra.com.br.
Waldomiro de Oliveira, o Zé da Estrada, morreu em São José do Rio Preto, São Paulo,  em 5 de junho de 2017, aos 88 anos.
Joel Antunes Leme, o Pedro Bento, morreu em São Caetano do Sul, São Paulo por complicações de uma pneumonia, tendo sido cremado em 4 de janeiro de 2019, aos 85 anos.

## Discografia
- 1959 - A fotografia/Abismo de dor • Caboclo • 78
- 1959 - Santo Reis/Teu romance • Continental • 78
- 1959 - Taça de dor/Seresteiro da lua • Continental • 78
- 1960 - Aventureira/Culpada • Sertanejo • 78
- 1960 - Herança de boêmio/Mulher sem nome • Sertanejo • 78
- 1960 - Ingratidão/Divisa da minha vida • Sertanejo • 78
- 1960 - Mineira de Uberaba/Saudades de alguém • Sertanejo • 78
- 1961 - Dois corações/Ladrão de beijos • Sertanejo • 78
- 1961 - Morrendo aos poucos/Mágoa profunda • Sertanejo • 78
- 1961 - Mulher do feiticeiro/Falso amor • Sertanejo • 78
- 1961 - Pião de ouro/Três boiadeiros • Sertanejo • 78
- 1962 - Barbaridade/Chico Bento • Sertanejo • 78
- 1962 - Rei da capa/Aliança • Sertanejo • 78
- 1962 - Zé Claudino/Vai embora • Chantecler • 78
- 1963 - Boiadeiro punho de aço/Fim do malandro • Sertanejo • 78
- 1964 - Casa vazia/Rainha do salão • Caboclo • 78
- 1964 - O peão que montou no diabo/Progresso do Brasil • Sertanejo • 78
- 1995 - Os amantes das rancheiras • Continental • CD
- 1999 - Voa Paloma, voa • Atração • CD
- 2002 - Pedro Bento & Zé da Estrada – CD
- 2006 - Sete palavras – CD
- 2007 - 50 anos de mariachis e grandes sucessos sertanejos – CD
- 2014 - Pedro Bento & Zé da Estrada - DVD